# Stefano Dadina
Stefano Dadina (Imola, 20 gennaio 1962) è un ex calciatore italiano, di ruolo portiere.

## Carriera
Stefano inizia a giocare nello Spem Ravenna all'età di 10 anni, dopo tre anni di permanenza nella squadra Stefano viene adocchiato dal Cesena, inizia la salita per la giovane promessa (promessa che si rivela fruttuosa) infatti nella stagione 1987-1988 ha collezionato 3 presenze in Serie A con la maglia del Cesena. Nella stagione 1981-1982 ed in quella 1989-1990 era in rosa in massima serie senza giocare. Anche se ha toccato varie squadre il Cesena rimase per lui il suo unico punto fermo, infatti dopo alcune stagioni al Forlì e al Reggina tornò al Cesena fino alla fine della sua carriera.
Ha inoltre collezionato presenze in sei diversi campionati di Serie B, per un totale di 33 apparizioni.
Finita la sua carriera di calciatore diventa allenatore dei portieri in varie società, lavorando anche per l'Inter per un breve periodo. Successivamente allena il Cervia e il Forlì in Lega Pro con buoni risultati. Nel 2022 è al Ravenna.